# Jane Campion
Jane Campion (sinh ngày 30 tháng 4 năm 1954) là một đạo diễn điện ảnh và người viết kịch bản người New Zealand. Bà là một trong các đạo diễn New Zealand thành công nhất trên bình diện quốc tế, dù rằng phần lớn phim của bà được tài trợ hoặc được làm ở nước ngoài, nhất là ở Úc – nơi bà đang cư ngụ - và ở Hoa Kỳ.

## Tiểu sử và sự nghiệp
Campion sinh tại Wellington, New Zealand. Cô tốt nghiệp khoa "Nhân loại học" ở trường Đại học Victoria năm 1975, và ngành chuyên môn hội họa tại "trường Nghệ thuật Sidney" năm 1979. Cô bắt đầu làm phim từ đầu thập kỷ 1980 ở Trường Truyền thanh, Truyền hình và Phim Úc (Australian Film Television and Radio School).
Cô kết hôn với Colin Englert năm 1992, và có một con gái tên Alice.
Phim ngắn đầu tay của cô - Peel (1982) - đã đoạt giải Cành cọ vàng tại Liên hoan phim Cannes năm 1986, cùng các giải thưởng khác tiếp theo cho các phim ngắn Passionless Moments (1983) và Girls Own Story (1984). Phim Sweetie (1989) là phim truyện đầu tay của cô, đã đoạt các giải quốc tế, tiếp theo là các phim được giới phê bình công nhận như An Angel at my Table (1990), một phim mô tả tự truyện và tâm lý của nữ thi sĩ Janet Frame. Sự nhìn nhận quốc tế tiếp theo với Giải Cành cọ vàng khác ở Liên hoan phim Cannes năm 1993 cho phim The Piano, cùng "Giải cho đạo diễn xuất sắc nhất" của Viện phim Úc và một Giải Oscar cho kịch bản gốc hay nhất năm 1994. Tại kỳ giải Oscar thứ 66, cô là người phụ nữ thứ nhì từ trước tới nay được đề cử cho giải Oscar cho đạo diễn xuất sắc nhất.
Các phim của Campion từ thời gian này là nhằm làm phân dư luận thành 2 phe đối lập nhau. Phim The Portrait of a Lady (1996), dựa trên tiểu thuyết của Henry James, do Nicole Kidman, John Malkovich, Barbara Hershey và Martin Donovan diễn xuất. Phim Holy Smoke! (1999), Campion lại hợp thành đội với Harvey Keitel, lần này với Kate Winslet thủ vai diễn viên nữ chính. Phim In the Cut (2003), một phim giật gân khiêu dâm, dựa trên tiểu thuyết bán chạy nhất của Susanna Moore, cho Meg Ryan một cơ hội để bứt đi khỏi hình ảnh người quen thuộc trên màn ảnh của cô.
Campion cũng là chủ nhiệm phim tài liệu Abduction: The Megumi Yokota Story năm 2006.

## Phim mục tuyển lựa

### Đạo diễn
- An Exercise in Discipline - Peel (1982)
- Passionless Moments (1983)
- Mishaps of Seduction and Conquest (1984, video)
- A Girl's Own Story (1984)
- After Hours (1984)
- Two Friends (1986, phim truyền hình)
- Dancing Daze (1986, loạt phim truyền hình)
- Sweetie (1989)
- An Angel at My Table (1990) — dựa trên tự truyện của Janet Frame
- The Piano (1993)
- The Portrait of a Lady (1996) — dựa trên tiểu thuyết của Henry James
- Holy Smoke! (1999)
- In the Cut (2003) — dựa trên tiểu thuyết của Susanna Moore
- The Water Diary (2006)
- Bright Star (2009)

### Chủ nhiệm phim
- Soft Fruit (2000)
- Abduction: The Megumi Yokota Story (2006)

## Các giải thưởng và đề cử
- Giải Cành cọ vàng cho phim ngắn tại Liên hoan phim Cannes 1986 cho An Exercise in Discipline - Peel.
- Đề cử giải Cành cọ vàng tại Liên hoan phim Cannes 1989, phim Sweetie.
- Giải FIPRESCI tại Liên hoan phim quốc tế Toronto 1990, phim An Angel at My Table.
- Giải đặc biệt của Ban Giám khảo (Liên hoan phim Venezia) 1990, phim An Angel at My Table.
- Giải Cành cọ vàng tại Liên hoan phim Cannes 1993, phim The Piano.
- Giải của Viện phim Úc cho phim hay nhất, Giải của Viện phim Úc cho đạo diễn xuất sắc nhất, Giải của Viện phim Úc cho kịch bản hay nhất năm 1993, phim The Piano.
- Giải thưởng của Hội phê bình phim New York năm 1993 cho đạo diễn xuất sắc nhất và Kịch bản hay nhất, phim The Piano.
- Giải cho phim được ưa chuộng nhất tại Liên hoan phim quốc tế Vancouver 1993, phim The Piano.
- Giải César cho phim nước ngoài hay nhất (1994), phim The Piano.
- Đề cử Giải Quả cầu vàng cho đạo diễn xuất sắc nhất và Giải Quả cầu vàng cho kịch bản hay nhất (1994), phim The Piano.
- Giải Oscar cho kịch bản gốc hay nhất (1994), phim The Piano
- Đề cử Giải Oscar cho đạo diễn xuất sắc nhất (1994), phim The Piano.
- Giải Kinema Junpo cho phim hay nhất 1995, phim The Piano.
- Giải Elvira Notari và đề cử cho Giải Sư tử vàng tại Liên hoan phim Venezia 1999, phim Holy Smoke.